# Шафран (пряность)

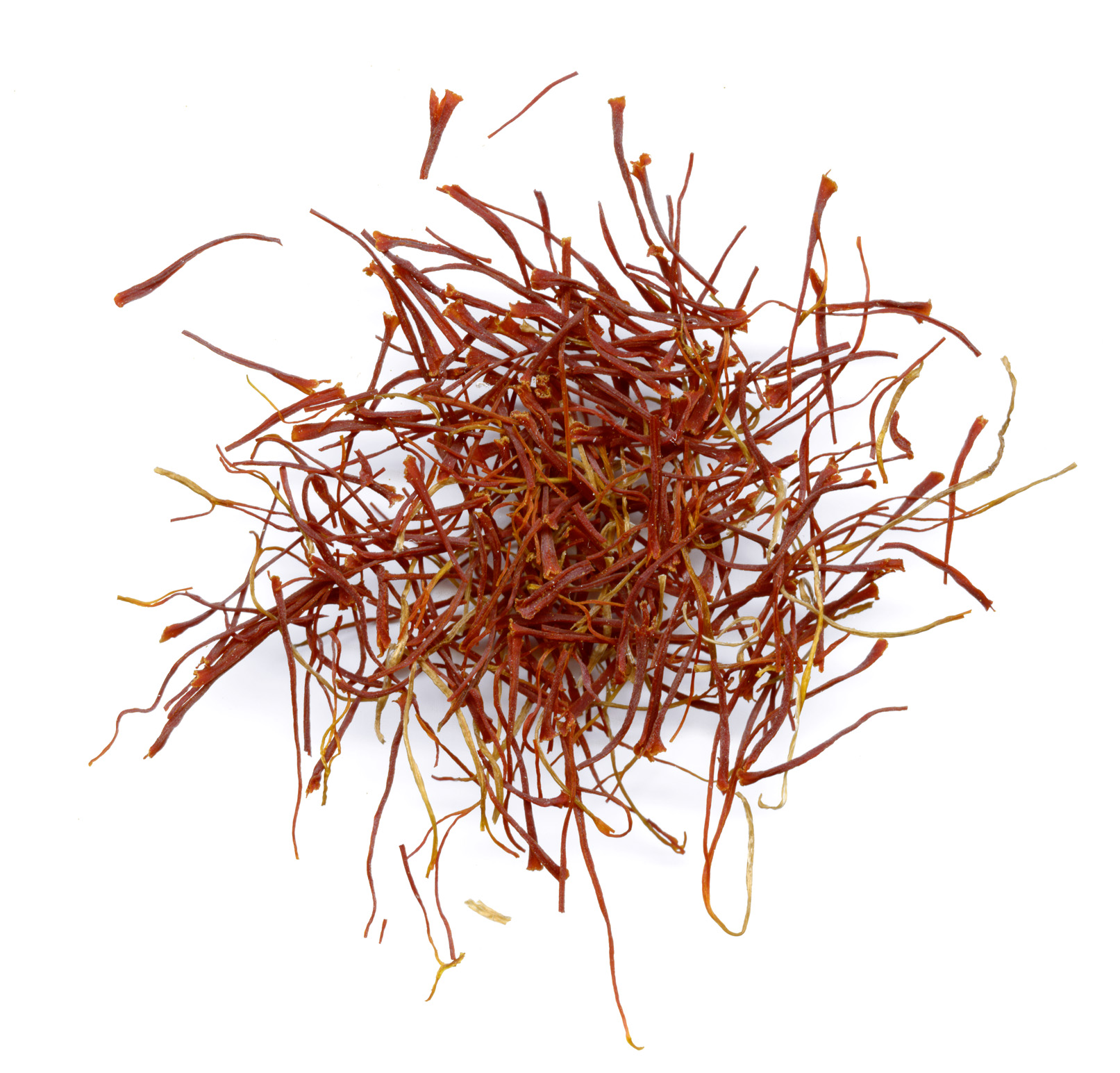
Высушенные рыльца шафрана

Шафра́н — пряность и пищевой краситель оранжевого цвета, получаемый из высушенных рылец цветков шафрана посевного (Crocus sativus). С давних пор считается одной из самых дорогостоящих пряностей (в 2014 году цена одного килограмма пряности иранского происхождения достигала 2 тысяч долларов США), что объясняется трудоёмкостью производства: один цветок даёт всего лишь три рыльца, в результате чего для получения килограмма пряности требуется 200 тысяч цветков. 92 % мирового урожая шафрана собирают в Иране.

## История

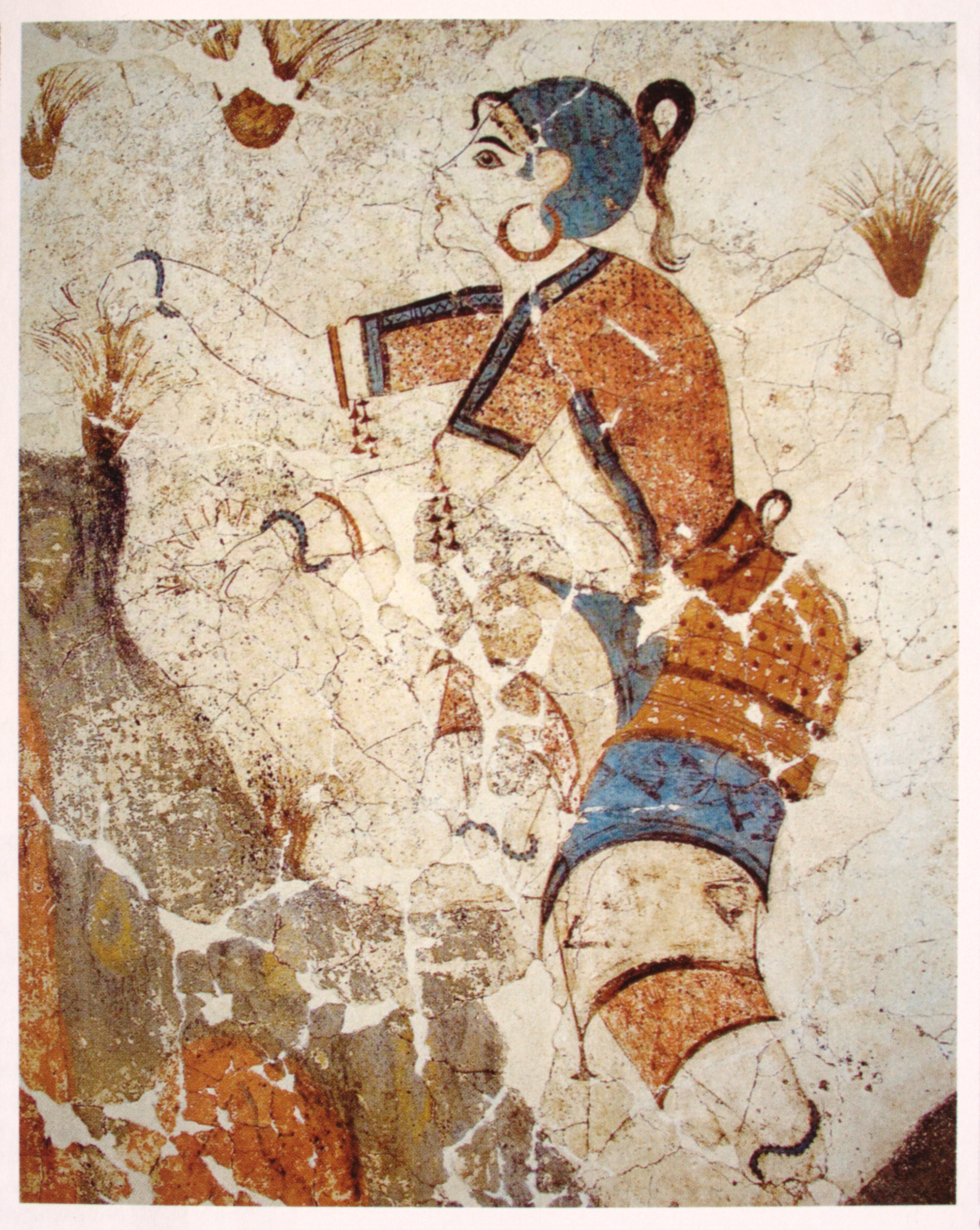
Девушка, собирающая цветки шафрана. Фреска из Санторини (ок. 1600 г. до н. э.)

Слово «шафран» произошло от араб. زَعْفَرَان‎ zaʿfarān, что может быть переведено как «жёлтолиственный». Впрочем, аккадское обозначение шафрана (azupiranu) свидетельствует о том, что арабское слово было позаимствовано из какого-то древнего ближневосточного языка, предположительно из арамейского.
Судя по фрескам на острове Санторини, шафран играл большую роль в жизни минойской цивилизации. Древнейшие письменные упоминания шафрана обнаружены в текстах времён Ашшурбанапала из Ниневийской библиотеки. Восточные жрецы использовали шафран при отправлении обрядов, его нити вплетали в ткани.

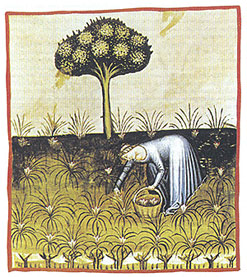
Сбор шафрана. Иллюстрация из медицинского трактата Tacuinum sanitatis. XV век

Древние греки и римляне из шафрана приготовляли благовонную воду, которой опрыскивали комнаты, залы, одежду. В классической античности шафран имел репутацию афродизиака. Пестичными нитями усыпали (как позднее лепестками роз) постели, их добавляли для аромата в ванны. Обычай принимать шафранные ванны привезли из персидского похода воины Александра Македонского; любительницей таких омовений считалась Клеопатра. Римские колонисты, поселившиеся в южной части Галлии, принесли с собой культуру шафрана. Там его широко культивировали, пока не начались вторжения варваров.
Древние авторы были высокого мнения о шафране из Киликии и Вавилонии. В Малой Азии имелся целый «город шафрана», ныне именуемый Сафранболу. Шафран входил в травяные сборы от опасной, по представлениям тех лет, болезни — чёрной меланхолии. Его советовали использовать и для лечения других недугов. После падения Римской империи навыки выращивания шафрана в Западной Европе были, по-видимому, утрачены.
«Второе пришествие» шафрана в Европу состоялось вместе с арабским завоеванием . Генуэзские и венецианские купцы, контролировавшие торговлю на востоке Средиземноморья, поставляли большие партии шафрана в Италию и Швейцарию, где общеевропейским центром переработки пряности стал Базель. Однажды, когда местные торговцы не поделили импортный товар, там разгорелась 14-недельная «шафрановая война». Впоследствии базельцы научились сами выращивать драгоценное растение, которое стало одним из главных источников их благосостояния.

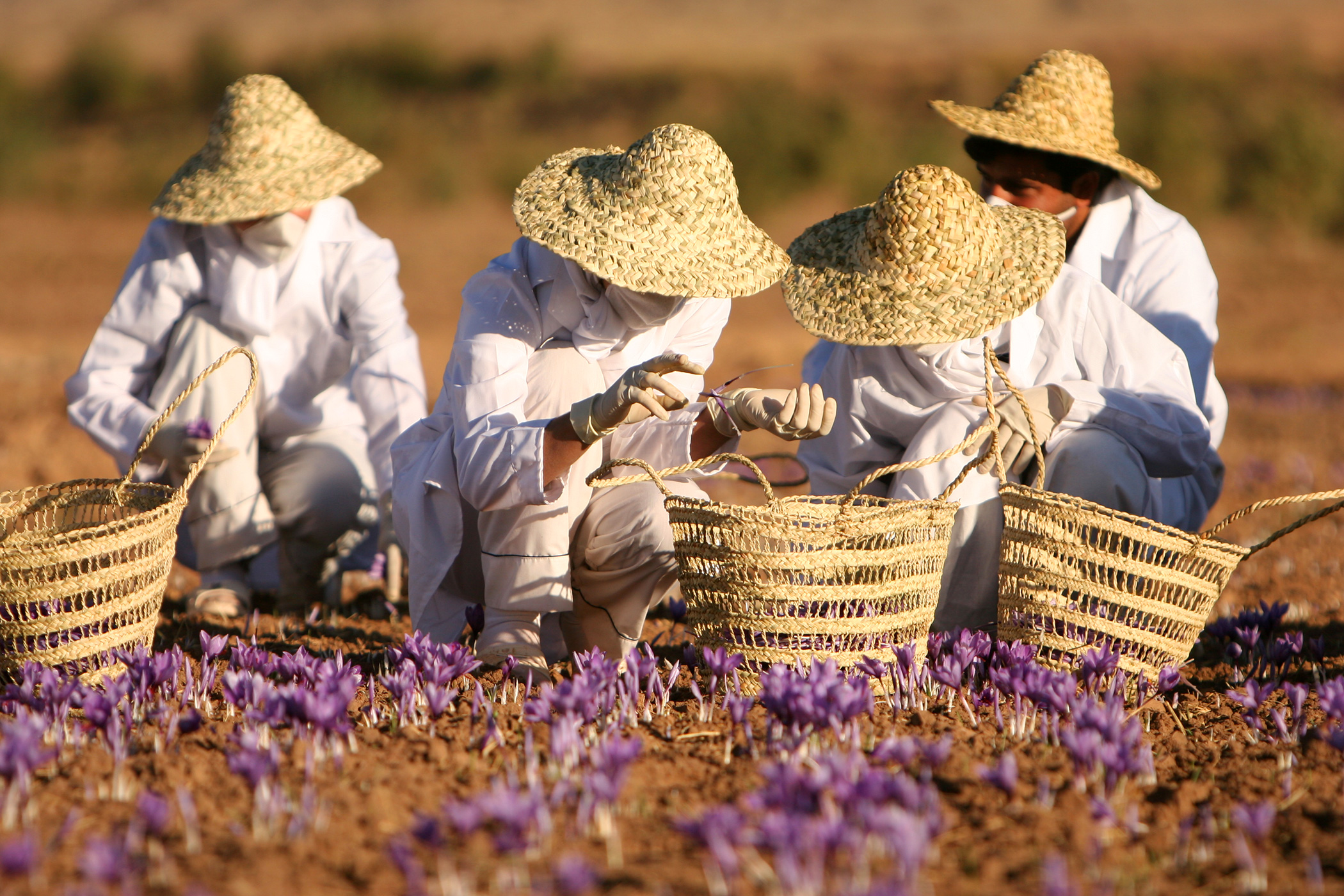
Сбор шафрана в Торбете-Хейдерие, провинция Хорасан-Резави, Иран

На волне великих географических открытий в Европу хлынул поток ароматических растений из Индии и Америки (ваниль, какао), на фоне которых привлекательность древнего шафрана несколько померкла. Территория возделывания шафрана на западе Европы со временем сжалась до средиземноморского побережья Испании, Франции и Италии. На территории бывшего Советского Союза, где шафран выращивался в промышленных масштабах, в Азербайджане, в селе Бильгя, эти традиции сохраняются по сей день. По версии сайта luxurylaunches, в 2019 году апшеронский шафран занял 3 место в мире по цене (11 000$ за кг), как одна из самых дорогих вегетарианских пряностей в мире. Азербайджан сможет зарабатывать 142 млн $ в год на промышленном производстве шафрана
В Китай шафран издревле доставляли по Великому шёлковому пути с Запада. В одном древнекитайском травнике говорится: «Область произрастания шафрана — Кашмир, где его растят как подношение Будде». Там же отмечено, что нити шафрана придают изысканный аромат вину.
На Руси издавна делали кутью и хлеб с шафраном. В «Вечерах на хуторе близ Диканьки» не раз упоминается водка, настоянная на шафране. В «Семейной хронике» С. Т. Аксаков вспоминал «круглые цветники с ноготками, шафранами и астрами», а герой «Дворянского гнезда» отыскал в книге символов рисунок «Шафран и радуга» с загадочным толкованием: «Действие сего есть большее».

## Использование

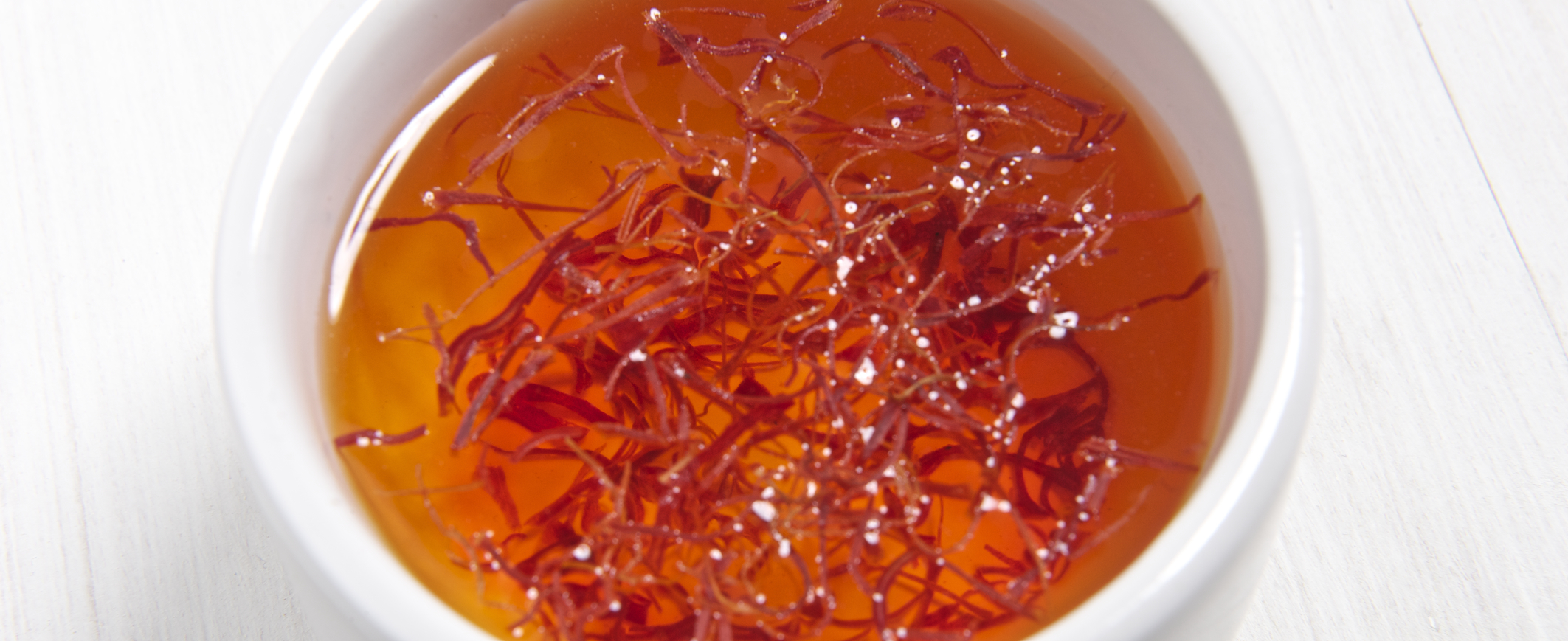
Шафрановая вода: чтобы аромат и цвет шафрана проявились лучше, перед употреблением нити рекомендуется замочить в воде или молоке

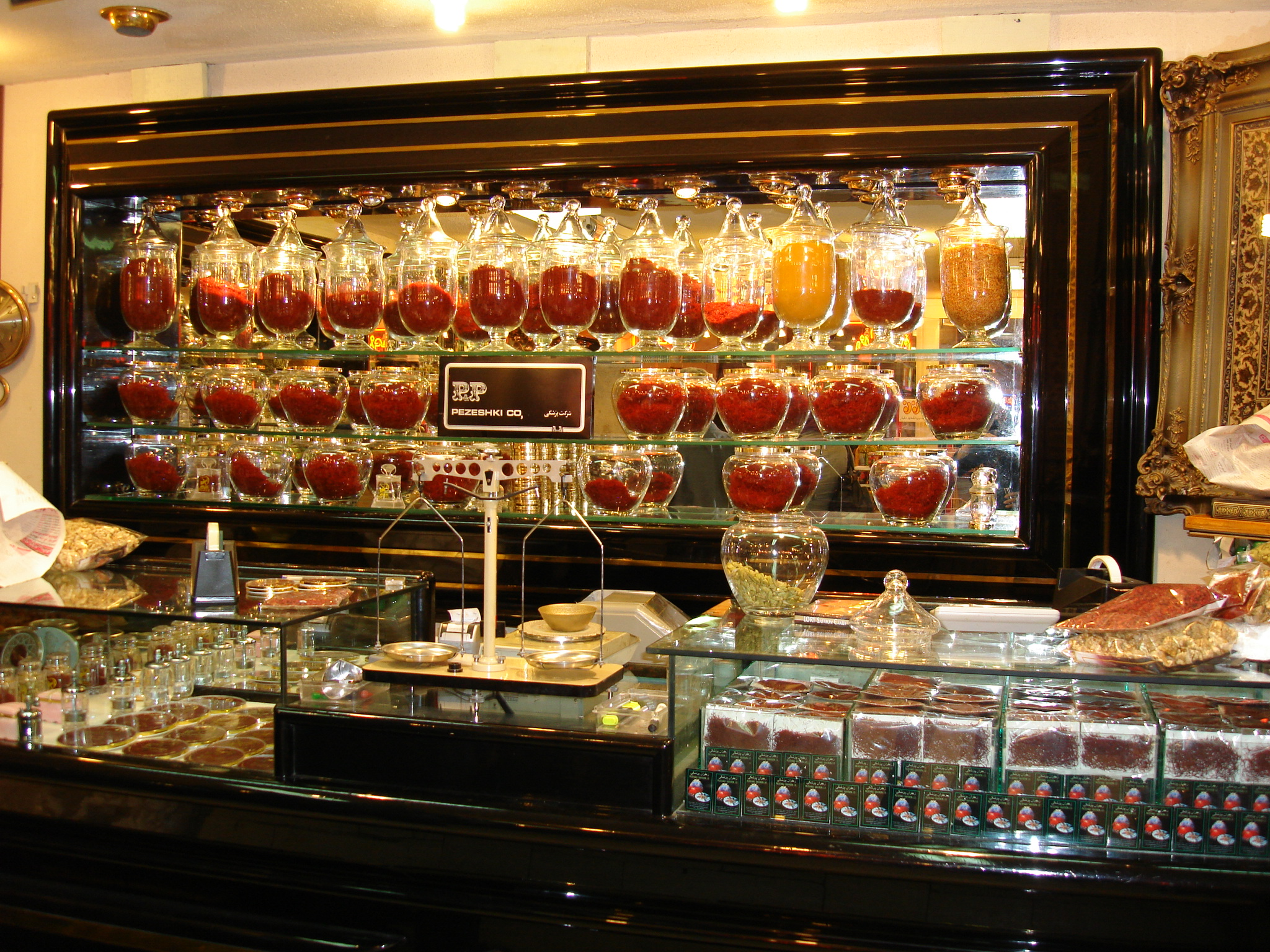
Шафрановая лавка в Мешхеде

Шафран обладает сильным своеобразным ароматом и горьковатым пряным вкусом. Рыльца шафрана используются для окраски и ароматизации кондитерских изделий, в кулинарии, а также при производстве сыра, колбас и ликёров.
В качестве пряности шафран употребляется в очень небольшом количестве. На Ближнем Востоке, в Средней Азии и Южной Европе он занимает важное место в приготовлении блюд из риса (плов, бозбаш, паэлья) и гороха (пити). Шафран добавляют как пряность в прозрачные супы при приготовлении ягнятины, баранины, супов из рыбы и цветной капусты, бульонов. В Швеции шафран используется для окраски изделий из теста.
Шафран наряду с пряными свойствами проявляет ещё и консервирующее действие. Пища, приготовленная с шафраном, иногда сохраняется в течение нескольких суток.
Лечебные свойства: Появились публикации о применении для лечения «смертельных» форм рака. Более того из шафрана выделена кроцетиновая (crocetinic) кислота, которая способна целенаправленно уничтожать раковые стволовые клетки из раковой опухоли поджелудочной железы. Полезен шафран и при депрессии

## Заменители
Вместо шафрана часто используют более дешёвые пряности яркого оранжевого цвета — куркума и сафлор. Под видом шафрана на рынках многих стран мира продаётся именно сафлор, который стоит в несколько раз дешевле и обладает гораздо менее выраженным ароматом. Определить настоящий шафран просто: всего две нити окрасят три литра воды в ярко-жёлтый цвет. Куркуму выдают за молотый шафран, хотя она не обладает соответствующим ароматом; её отличительная черта — желтоватый оттенок вместо красного.
На Кавказе имеретинским шафраном называют приправу, приготовленную из высушенных цветков неродственного растения бархатцы (Tagetes).

## Состав
Цвет шафрана обусловлен кроцинами — производными водорастворимого каротиноида кроцетина: кроцином (дигентибиозид), β-кроцетином (монометиловый эфир), γ-кроцетином (диметиловый эфир) и различными гликозидами кроцина (гентибиозид, глюкогентибиозид, моно- и диглюкозиды). Вкус и аромат шафрана обусловлены, соответственно, гликозидом пирокроцином и продуктом его гидролиза с последующей дегидратацией сафраналем (2,6,6-триметил-1,3-циклогексадиен-1-алем).

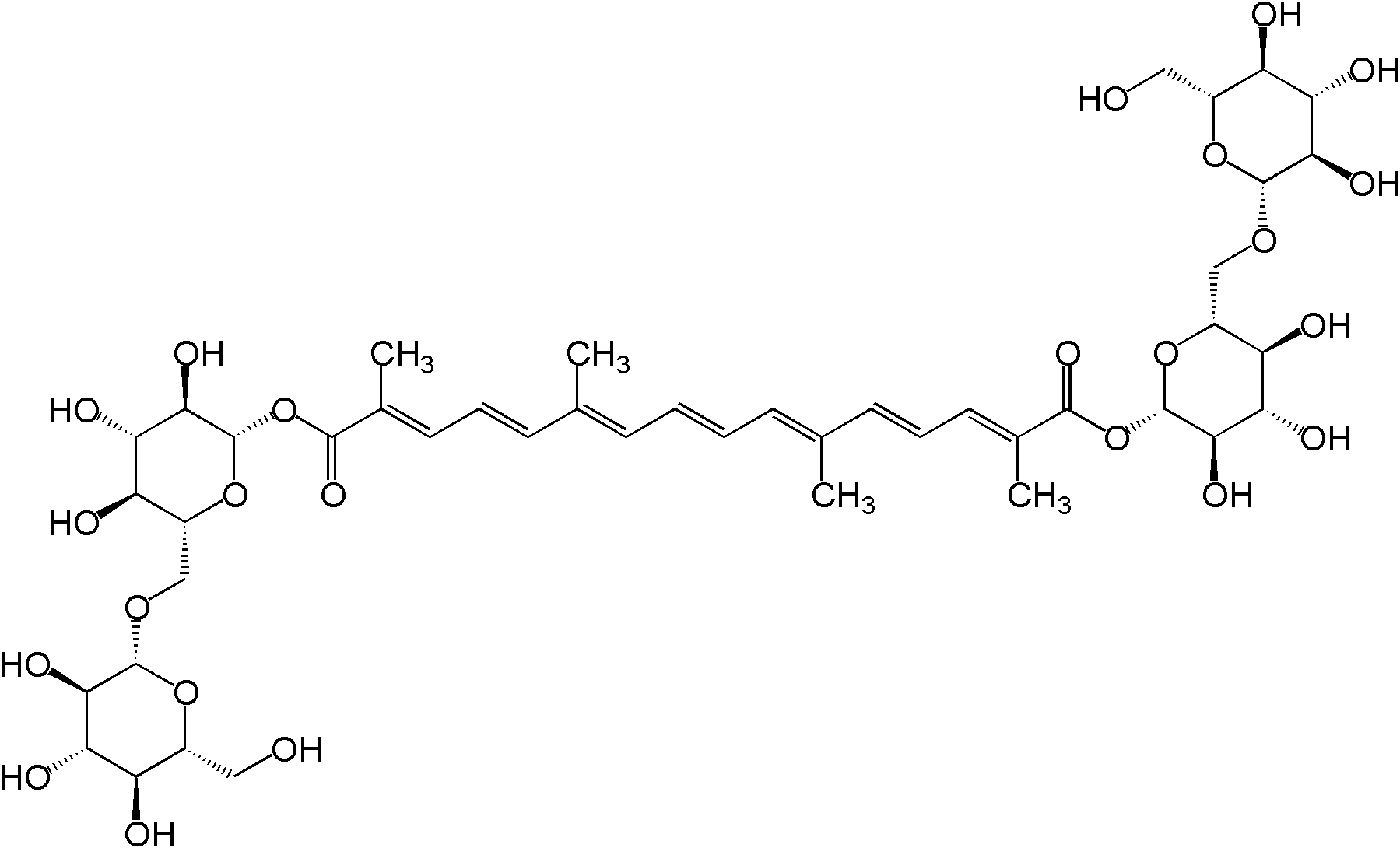
Кроцин
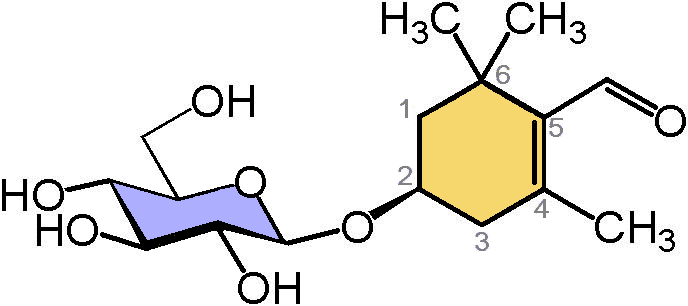
Пикрокроцин: гликозидная и терпеноидная части